# Friedrich Christoph Wilhelm Alefeld
Friedrich Christoph Wilhelm Alefeld (Gräfenhausen (Granducato d'Assia), 21 ottobre 1820 – Ober-Ramstadt, 28 aprile 1872) è stato un botanico e medico tedesco.

## Biografia
Friedrich Alefeld era figlio di un membro del Consiglio Ecclesiastico. Frequentò il Gymnasium a Worms e Darmstadt, per poi trasferirsi nel 1839 presso l'Università di Giessen.
Dal 1840 al 1842 studiò a Heidelberg, dove si dedicò alle Scienze naturali.
Nel 1843 conseguì la laurea a Giessen.
Dopo un anno e mezzo di praticantato presso l'Ospedale Julius di Würzburg, si stabilì come medico nei pressi di Darmstadt: dalla primavera del 1844 a Nieder-Modau e dal 1847 a Ober-Ramstadt, ove morì il 28 aprile 1872.

## Attività scientifica
Alefeld descrisse un gran numero di specie di piante nelle sue opere pubblicate, mostrando particolare interesse per le Fabaceae e le Malvaceae. 
Egli tentò di trattare in maniera sistematica in una singola opera le coltivazioni tedesche.
Inoltre, scrisse trattati sui bagni di fieno e sulle piante coltivate potenzialmente utili.
Alcuni suoi saggi apparvero nella letteratura specialistica botanica dell'epoca.
L'IPNI riporta oltre 300 nomi di piante della cui descrizione accettata Alefeld fu autore.

## Opere principali
- Articoli su Oesterreichische Botanische Zeitschrift (Oesterr. Bot. Z.)
- Landwirthschaftliche flora oder Die nutzbaren kultivirten Garten- und Feldgewächse Mitteleuropa's in allen ihren wilden und Kulturvarietäten für Landwirthe, Gärtner, Gartenfreunde und Botaniker insbesondere für landwirthschaftliche Lehranstalten (Landw. Fl.), Berlin, Wiegandt & Hempel, 1866.
- Grundzüge der Phytobalneologie oder, Der Lehre von den Kräuter-Bädern., Neuwied, Heuser, 1863.
- Die Bienen-Flora Deutschlands und der Schweiz. Neuwied, Heuser, 1863.